# Emilia Nuyado
Emilia Nuyado, née le 17 août 1968 à San Pablo, est une employée dans l'audit et femme politique chilienne. Membre du PS, elle est députée depuis mars 2018.
Elle est appartient au peuple mapuche, et plus précisément de sa branche situé au sud, les huilliches. Elle fut conseillère municipale de San Pablo entre 2000 et 2016.
Élue conseillère municipale et conseillère des peuples indigènes, elle est élue députée en 2017, réélue en 2021, avec le soutien des communautés mapuches - huilliches.
En 2017, elle devient la première femme autochtone élue du Chili, après Herminia Aburto Colihueque (es), qui fut la première autochtone en 1935 à être candidate.

## Biographie

### Famille, études et parcours professionnel
Elle est née le 17 août 1968 dans la communauté Huacahuincul, à San Pablo, dans la région des Lacs. Elle est la fille de Florindo Nuyado Nuyado et de Sabina Ancapichún Ancapichún. Elle est issue d'une famille mapuche-huilliches, elle a neuf frères et sœurs.
Elle termine ses études à l'école Lolohue à San Pablo, puis à l'école de la mission Quilacahuín. Elle a ensuite mené ses études à l'Institut commercial d'Osorno.
Elle a poursuivi ses études en se spécialisant dans la comptabilité à l'Institut professionnel d'Osorno et la planification sociale et l'audit à l'Université de Los Lagos (es).
Emilia Nuyado a une expérience professionnelle et publique de plus de vingt cinq ans dans les organisations du monde autochtone, en particulier au sein des comités des femmes rurales et dans la communauté autochtone Huacahuincu.

### Parcours politique
Membre du Parti socialiste depuis 2000, elle a été élue conseillère pendant quatre mandats dans la commune de San Pablo, entre 2000 et 2016.
Elle a également été représentante des mapuches auprès de la Corporation nationale pour le développement indigène, étant conseillère nationale pendant trois mandats, entre 2004 et 2012, puis entre 2016 et 2020. Dans ces deux fonctions, elle a été élue au suffrage universel et avec le soutien des communautés mapuches - huilliches.
Lors élections législatives de 2017, elle est candidate dans la 25e circonscription de la région des Lacs, investie par le Parti socialiste, elle est élue avec 8 142 voix, 6,3%.
Elle devient la première femme autochtone élue du Chili, après Herminia Aburto Colihueque (es), qui fut la première autochtone en 1935 à être candidate,.
Elle est investie députée de la 55e législature le 11 mars 2018, et le 14 mars 2018, elle devient membre des commissions permanentes des droits de la personne et des peuples autochtones, de l'Agriculture, la foresterie et développement rural.
Le 3 avril 2019, elle est élue présidente de la Commission des droits humains et des peuples autochtones.
Depuis le 20 novembre 2020, elle est membre des commissions spéciales d'enquête : de l'Acquisition des terres autochtones, les urgences due à la contamination de l'eau potable à Osorno, le processus de collecte des données par les carabiniers, et les actes gouvernementaux (carabiniers) dans le cadre du contrôle de l'ordre public.
Lors des élections législatives de 2021, elle est à nouveau investie par le Parti socialiste, avec le Nouveau pacte social. Elle est réélue avec 15 951 voix, 11,60%. Elle est membre du groupe parlementaire du Parti socialiste.

## Résultats électoraux
| Année | Parti | Parti | Coalition               | Circonscription                           | Tour unique | Tour unique | Tour unique |
| Année | Parti | Parti | Coalition               | Circonscription                           | Voix        | %           | Issue       |
| ----- | ----- | ----- | ----------------------- | ----------------------------------------- | ----------- | ----------- | ----------- |
| 2017  |       | PS    | La force de la Majorité | 25e circonscription de la région des Lacs | 8 142       | 6,3         | Élue        |
| 2021  |       | PS    | Nouveau pacte social    | 25e circonscription de la région des Lacs | 15 951      | 11,60       | Élue        |